# Depression (Anatomie)
Als Depression bezeichnet man in der Anatomie das Niederziehen einer Struktur. Muskeln mit der Funktion als „Niederzieher“ nennt man Depressoren. Diese Funktion war für einige Muskeln auch namensgebend:
- Musculus depressor anguli oris („Niederzieher des Mundwinkels“)
- Musculus depressor labii inferioris („Niederzieher der Unterlippe“)
- Musculus depressor septi nasi („Niederzieher des Nasenseptums“)
- Musculus depressor supercilii („Niederzieher der Augenbraue“)

Die gegenläufige Bewegung nennt man Elevation, entsprechende Muskeln Levatoren.